# 通信傍受の互助代行
通信傍受の互助代行（つうしんぼうじゅのごじょだいこう）とは、情報機関が行いたい通信傍受を他国の情報機関に依頼することである。

## 国外
ある情報機関が、他国の情報機関にその国において通信傍受を依頼することがある。冷戦時代には、アメリカの協力の下、ソ連など東側諸国の大使館や関係先の通信傍受を共同で行うことはどの西側諸国でもむしろ普通であった。しかし、必要とはいえどこの国も他国の情報機関にあまり大きな規模で活動してもらいたくないし、一般に情報機関が、他国において通信傍受を行うことは、たいていの場合好ましからざる行為とされ、それが第三国の大使館に対するものなどその国の国益に害を与えないものでも、主権を守るために国外追放にすることも少なくない。アメリカも予算と人員は限られている。そこで、アメリカがその国内において注目すべき人物や場所を指示、依頼して、各国の情報機関が実施者となって通信傍受を行い、アメリカにその情報を提供した。また、自国の対象人物がアメリカに移動するときには、アメリカの情報機関に依頼して通信傍受を行ってもらい、その情報を受け取った。このようなことは、東側諸国にとってもまったく同様であった。
テロ対策が万国共通の問題になった現在、テロリストと目された人物には、同様に対応がとられることになる。情報機関の情報の共有度はテロに関しては急激に高まっており、どこに移動しても監視の目があり、その情報は共有される。およそテロについては、あまり関係のよろしくない国同士でも、高い共有レベルを持つことがある。例えばアメリカとフランス、あるいはアメリカとロシアなどである。

## 国内
以上に加えて、最近、問題があるとして取り上げられているのが、情報機関が自国に外国の情報機関を招いて国内で通信傍受をしてもらうことである。国内において、情報機関が必要と考える通信傍受による監視活動は、西側諸国では常に社会の批判に晒されており、その実施に関して様々な法的制限が設けられている。複雑な手続きを必要としたり、範囲が限定されていたりして、十分な調査活動を阻害している、と情報機関は考える。しかし、もし制度に違反する行動があれば、政治的に大問題になるだけでなく司法の場に訴えられることもある。また、傍受の対象が政治的に非常にデリケートな場合も、情報漏洩が生じたときのリスクが大きすぎることから、必要な作業が行われなかったりする。
このようなときに、密接な関係にある他国の情報機関に、自分たちの代わりにその対象の通信傍受を依頼する。他国の情報機関は、そもそもその国において合法的に通信傍受を行う権限をまったく持っていないのだが、逆に自国において自分たちの活動を制約する法律の範囲外であるので、外国だからこそ通信傍受を行うことについて制限なく振舞うことができる。当然これはその国における法律を侵害することになるが、その国の依頼で実施するのだから問題はない。もし発覚してその国で政治問題になっても、実施した人間は自国に帰り、その国の政府は表向き知らない振りで主権侵害だ、とか遺憾だ、とコメントを出すだけである。訴追に及ぶようなことはまずない(政権が変わっていたりしなければ)。
そしてこれをお互いに行うのである。西側諸国ではどこでも、国内における情報機関の制約に悩んでいて、そのような作業を依頼できるほど密接な同盟あるいは協力関係国をもつ国ならば多かれ少なかれ行われていると考えられるが、特にアメリカNSAとイギリスGCHQとの間で頻繁に行われていると見られている。その協力関係の一端が露呈したのが、キャサリン・ガン事件である。